# Hestinalis
Hestinalis is een geslacht van vlinders uit de familie Nymphalidae.

## Soorten
- Hestinalis divona
- Hestinalis mimetica
- Hestinalis nama